# Leventochóri (Kilkís)
Leventochóri (grec moderne : Λεβεντοχώρι) est une localité située dans le dème de Kilkís, du district régional de Kilkís, dans la periphérie de Macédoine-Centrale, en Grèce.
Selon le recensement de 2011, elle compte 273 habitants.